# 기승전결
기승전결(起承轉結, 영어: introduction, development, turn, and conclusion)은 문장이나 스토리를 네 가지로 나눌 때의 구성이다. 기승전결은 구 스타일이며, 국제적으로는 영어의 일반적인 문장은 패러그래프 라이팅(영어: Paragraph Writing, 주장 → 근거 → 주장), 학술 논문에서는 IMRAD(서론, 방법, 결과, 토론) 포맷, 그리고 영화 등의 각본으로는 세 막 구성이 주로 이용되고 있다.

## 같이 보기
- 서사 구조
- 쓰기
- 네 컷 만화